# Greenland Brewhouse
Greenland Brewhouse var Grønlands første bryggeri. Det lå i Narsaq i Sydgrønland. Bryggeriet blev stiftet i december 2004, og de to første øl blev lanceret i juli 2006.
Øllet blev brygget på smeltevand fra indlandsisen. Smeltevandet blev opsamlet som isfjelde, der var brækket af indlandsisen og transporteret til bryggeriet af lokale fiskere i deres fiskekuttere.
Efter to år mistede man en række salgsaftaler, som betød, at man ikke længere var repræsenteret på markedet i Danmark. Hermed mistedes et væsentligt indtjeningsgrundlag. I oktober 2008 gik selskabet i betalingsstandsning og 4. november blev der truffet beslutning om at indgive en konkursbegæring. Der er dog planer om at relancere brygningen i 2011.

## Produkter
- Brown Ale
- Pale Ale
- Julemandens Bryg